# 碳头孢烯

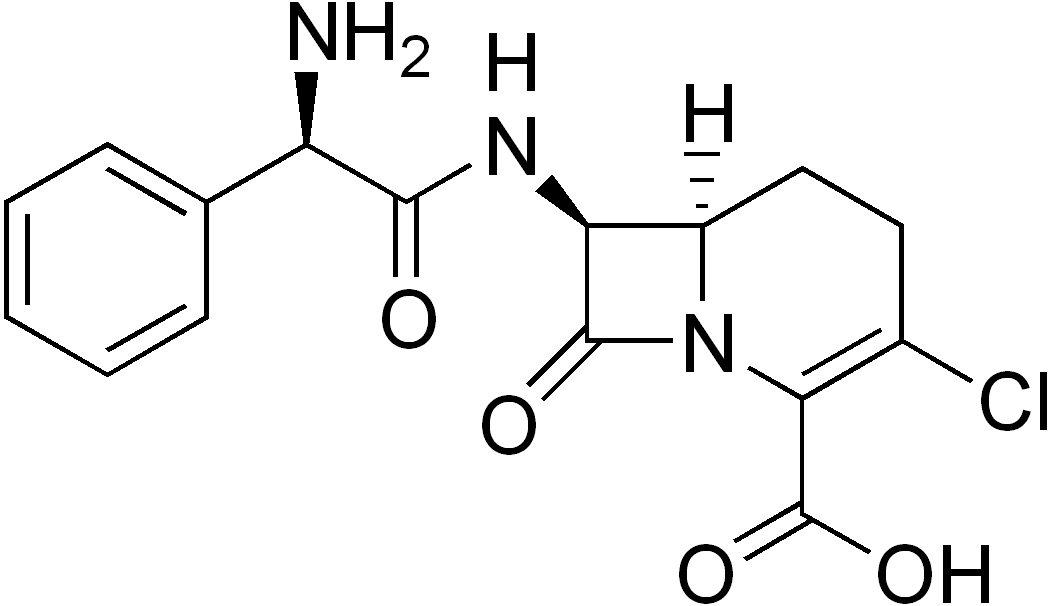
氯碳头孢，一种碳头孢烯

碳头孢烯（英語：Carbacephems）是一类合成的頭孢菌素类抗生素，和头孢烯结构上类似，不过5号位置由亚甲基取代了原来的硫原子。
碳头孢烯类抗生素通过抑制细胞壁合成来抑制细菌。